# Miro (Software)
Miro (bis März 2019 RealtimeBoard) ist eine Online-Kollaborationsplattform des US-amerikanischen Unternehmens RealtimeBoard, Inc. Das Unternehmen wurde im Jahr 2011 von Andrey Khusid und Oleg Shardin in Russland gegründet und hat heute seine Unternehmenssitze in San Francisco und Amsterdam. Das Unternehmen ist im US-Bundesstaat Delaware registriert. Ziel ist die Bereitstellung eines Online-Arbeitsbereiches für verteilte Teamkommunikation und Projektmanagement. Miro ist hauptsächlich für seine Online-Whiteboard-Funktion bekannt.

## Unternehmensgeschichte
Miro wurde von Andrey Khusid und Oleg Shardin im Jahr 2011 unter dem Namen RealtimeBoard in Russland gegründet.  2018 konnte das Unternehmen im Rahmen einer Series-A-Finanzierung 25 Millionen US-Dollar einsammeln. Die Plattform verfügte damals über 2 Millionen Nutzer. 2019 erfolgte die Umbenennung in Miro. Im Jahr 2020 sammelte Miro in einer Series-B-Finanzierungsrunde 50 Millionen US-Dollar ein. Zu dieser Zeit beschäftigte das Unternehmen rund 300 Mitarbeiter. Im Januar 2022 folgte eine Series-C-Finanzierungsrunde, in der Miro 400 Millionen US-Dollar bei einer Bewertung von 17,5 Milliarden US-Dollar erhielt. Zu diesem Zeitpunkt war Miro somit das achtwertvollste US-Start-up. Im selben Jahr vermeldete Miro 40 Millionen Nutzer. 48 Stunden nach Beginn des russischen Überfalls auf die Ukraine schloss Miro das Büro in Russland und stellte den Geschäftsbetrieb im Land ein. Im Februar 2023 wurden 119 Mitarbeiter, etwa 7 % der Vollzeitbelegschaft, entlassen. Nach eigenen Angaben verfügt Miro mit Stand Ende 2023 weltweit über mehr als 60 Millionen Nutzer und wird von 99 % der Fortune 100-Unternehmen genutzt.